# 長谷寺 (古河市)
長谷寺（又稱為長谷觀音，日語：はせかんのん），是位於日本茨城縣古河市的真言宗豐山派佛寺，正式的山號為明觀山；院號為觀音院；寺號為長谷寺。是與古河公方有關的寺院。

## 歷史
戰國時代的明應2年（1493年），足利成氏中的初代古河公方為了除厄古河城的鬼門，從鎌倉的長谷寺恭請十一面觀世音菩薩立像，並建立堂舍為此寺的起源。在江戶時代，也成為歷代古河城主的祈願所。在文政13年（1830年）左右寫成的《古河志》裡，與大和（奈良县）和鎌倉的長谷觀音一起並列以「三長谷」稱呼介紹。在明治初年（1868年）被廢寺，八間四面的本堂也被破壞，到大正3年（1914年），才由有志的供養者於原地復興。但是，同時十一面觀音被移往市内横山町的德星寺。
被認為是日本三大長谷觀音之一的原因，是因為有口述傳說大河、鎌倉、古河的長谷觀音都是從同一棵樟树所雕刻出來的。

## 文化資產
- 木造 十一面觀世音菩薩立像： 其由來根據前述。像高為206.34公分，寄木造、玉眼。屬於古河市指定文化資產（雕刻）[5]。

## 葛飾坂東觀音靈場
長谷寺（長谷觀音）也是葛飾坂東觀音靈場的番外禮所。其御詠歌為「無論什麼時候 發誓努力拯救三界眾生 長谷觀音 （日語：いつの世も　三国の衆生を　すくわんと　ちかいもかたき　長谷観音）」。
葛飾坂東觀音靈場的各寺院都有其「御詠歌」，據說參拜時唱誦著御詠歌，與繞唱經文有同樣的功德。

## 所在地
- 茨城縣古河市長谷町5-1

## 交通
- 鐵道
  - JR宇都宮線（東北本線）古河站西口起步行15分（約1.3km）
  - 東武日光線新古河站東口起步行20分（約1.6km）

## 註腳
1. ↑   (PDF).   [2018-09-07]. （原始内容 (PDF)存档于2014-01-04）.
2. ↑  『古河市史 民俗編』 古河市、825-826頁、1983年
3. ↑  『古河市史 資料 別巻』 古河市、275-276頁、1973年　（『古河志』所収部）
4. ↑  .   [2018-09-07]. （原始内容存档于2021-01-21）.
5. ↑  『古河市の文化財』 20頁
6. ↑  鈴木印刷所 制作・印刷・製本　『葛飾坂東札所めぐり公認ガイドブック　葛飾坂東観音御開帳』　平成26年（2014年）、49頁（長谷寺）
7. ↑  鈴木印刷所 制作・印刷・製本　『葛飾坂東札所めぐり公認ガイドブック　葛飾坂東観音御開帳』　平成26年（2014年）、11頁（葛飾坂東観音御開帳のあらまし）

## 外部連結
- 古河長谷観音 （页面存档备份，存于）
- 長谷観音（るるぶ.com） （页面存档备份，存于）